# A Voz Que Resta
A Voz Que Resta é um filme de drama brasileiro de 2025, dirigido e estrelado por Gustavo Machado e Roberta Ribas. A obra é uma adaptação do monólogo teatral homônimo escrito por Vadim Nikitin. A trama acompanha Paulo, um jornalista frustrado que grava uma fita cassete como despedida de sua vida atual, expondo seus sentimentos por Marina, sua vizinha casada, e refletindo sobre seu próprio sofrimento.

## Premissa
O filme narra a história de Paulo, um jornalista e escritor frustrado que se vê preso em um ciclo de trabalho medíocre, bloqueio criativo e um relacionamento destrutivo com sua vizinha casada, Marina. Em uma noite de desespero e embriaguez, Paulo decide romper com tudo. Prestando-se a se mudar, ele grava uma fita cassete como despedida, transformando o gravador em seu confidente. Através dessa gravação, ele expõe uma confissão visceral para Marina, revelando sentimentos de amor, ódio e autodepreciação. O público é convidado a testemunhar a exposição crua de um homem tentando enterrar seu passado e encontrar algum alívio em meio à dor que ele próprio perpetua.

## Elenco
- Gustavo Machado como Paulo: Um jornalista e escritor em crise, que enfrenta frustrações profissionais e pessoais.
- Roberta Ribas como Marina: Vizinha casada de Paulo, com quem ele mantém um relacionamento extraconjugal.

No filme, diferentemente da peça original, Marina não é apenas mencionada, mas aparece nas memórias de Paulo, embora sem falas, representando suas idealizações e lembranças.

## Produção

### Concepção e desenvolvimento
A produção de A Voz Que Resta foi marcada por uma abordagem de "cinema de guerrilha", caracterizada por uma equipe reduzida e recursos limitados. As filmagens ocorreram ao longo de quatro dias no apartamento do ator e co-diretor Gustavo Machado, que também interpretou o protagonista, Paulo. Essa escolha de locação não apenas facilitou a logística da produção, mas também adicionou uma camada de autenticidade e intimidade ao filme, já que o espaço pessoal de Machado serviu como o cenário principal.
A direção de arte adotou uma abordagem minimalista, utilizando objetos pessoais dos membros da equipe para compor o cenário. Essa decisão reforçou o tom intimista da narrativa, refletindo o estado emocional do protagonista e criando uma atmosfera que complementa a profundidade psicológica do enredo. A colaboração entre Gustavo Machado e Roberta Ribas na direção foi fundamental para a concretização do projeto. Ambos trouxeram suas experiências anteriores no teatro para o cinema, o que influenciou a abordagem estética e narrativa do filme. A transição da peça teatral original para a tela exigiu adaptações cuidadosas, especialmente na representação dos monólogos internos de Paulo e na incorporação de elementos visuais que enriquecessem a narrativa.
A produção enfrentou desafios típicos de projetos independentes, como restrições orçamentárias e limitações de tempo. No entanto, essas dificuldades foram superadas pela dedicação da equipe e pela visão artística dos diretores, resultando em uma obra que captura de maneira eficaz a essência da peça original, ao mesmo tempo em que explora as possibilidades oferecidas pelo meio cinematográfico.

## Lançamento
O filme estreou nos cinemas brasileiros em 6 de fevereiro de 2025, com distribuição da Pandora Filmes. Foi exibido em cidades como São Paulo, Porto Alegre, Ribeirão Preto e Salvador.

## Recepção

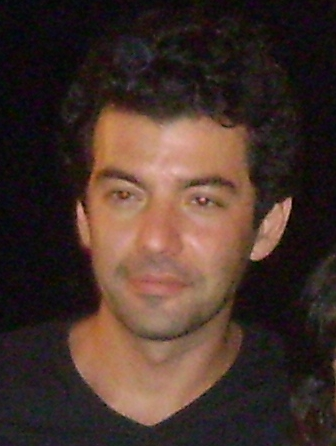
A atuação de Gustavo Machado como o protagonista foi elogiada.

### Resposta da crítica
A Voz Que Resta recebeu críticas variadas desde seu lançamento, refletindo diferentes perspectivas sobre sua narrativa e execução. A Folha de S.Paulo elogiou a adaptação do monólogo teatral para o cinema, destacando a atuação intensa de Gustavo Machado e a profundidade do texto de Vadim Nikitin. A crítica ressaltou que o filme traduz de maneira eficaz uma noite de desespero e desejos frustrados, criando uma atmosfera que envolve o espectador na angústia do protagonista.
O portal AToupeira destacou a natureza experimental do filme, mencionando que, embora a narrativa seja linear, transmite uma sensação de agonia permeada por um certo humor. A atuação de Gustavo Machado como Paulo foi apontada como arriscada, com uma entonação constante ao longo do filme, o que pode tanto agradar quanto repelir o espectador. A estética de alto contraste foi comparada ao cinema expressionista, sem, no entanto, se enquadrar totalmente nesse estilo. A crítica conclui que A Voz Que Resta é uma obra que provoca muitos questionamentos, desde sua inspiração até seu argumento final.

### Prêmios e indicações
| Lista de prêmios e indicações | Lista de prêmios e indicações | Lista de prêmios e indicações        | Lista de prêmios e indicações   | Lista de prêmios e indicações | Lista de prêmios e indicações |
| Premiação                     | Data da cerimônia             | Categoria                            | Indicação                       | Resultado                     | Ref.                          |
| ----------------------------- | ----------------------------- | ------------------------------------ | ------------------------------- | ----------------------------- | ----------------------------- |
| Fest Cine Pedra Azul          | 14 de setembro de 2024        | Melhor Filme (Grande Prêmio do Júri) | A Voz Que Resta                 | Venceu                        | [ 6 ]                         |
| Fest Cine Pedra Azul          | 14 de setembro de 2024        | Melhor Direção                       | Gustavo Machado e Roberta Ribas | Venceu                        | [ 6 ]                         |
| Fest Cine Pedra Azul          | 14 de setembro de 2024        | Melhor Roteiro                       | Vadim Nikitin                   | Venceu                        | [ 6 ]                         |
| Fest Cine Pedra Azul          | 14 de setembro de 2024        | Melhor Ator                          | Gustavo Machado                 | Venceu                        | [ 6 ]                         |